# مقاييس مستوى الكاتب
مقاييس مستوى الكاتب هي lمقاييس لتأثير الاستشهاد التي تقيس تحليل الاستشهادات المرجعية للمؤلفين والباحثين والعلماء. مثال على ذلك هو مؤشر إتش. توجد مقاييس أخرى وضعت من طرف بعض المجلات الأكاديمية  كعامل التأثير. 

## مزيد من القراءة
- Opening Science: The Evolving Guide on How the Internet is Changing Research ... 16 ديسمبر 2013. ISBN:978-3319000251. مؤرشف من الأصل في 2020-03-08. اطلع عليه بتاريخ 2015-08-16.
- Sally Morris؛ Ed Barnas؛ Douglas LaFrenier؛ Margaret Reich (21 فبراير 2013). The Handbook of Journal Publishing. ISBN:978-1107653603. مؤرشف من الأصل في 2020-03-08. اطلع عليه بتاريخ 2015-08-16.
- Incentives and Performance: Governance of Research Organizations. ISBN:978-3319097848. مؤرشف من الأصل في 2020-03-08. اطلع عليه بتاريخ 2015-08-16.
- Measuring Scholarly Impact: Methods and Practice. ISBN:978-3319103761. مؤرشف من الأصل في 2020-03-08. اطلع عليه بتاريخ 2015-08-16.